# Frederick (Maryland)
Frederick – miasto w stanie Maryland, w Stanach Zjednoczonych, siedziba administracyjna hrabstwa Frederick. Według spisu ludności w roku 2019 miasto liczyło 72 244 mieszkańców.

## Historia
Miasto założył w 1745 roku Daniel Dulany Starszy, początkowo nosiło nazwę Frederick Town, zostało prawdopodobnie nazwane na cześć Fredericka Calverta, barona Baltimore bądź Fryderyka Ludwika Hanowerskiego, księcia Walii i następcy tronu brytyjskiego. Podczas wojny secesyjnej, po bitwie nad Antietam, miejscowy kościół Wszystkich Świętych służył jako szpital polowy, a 9 lipca 1864 roku na południe od miasta rozegrała bitwa nad Monocacy. 26 marca 1946 rozpoczęła się budowa portu lotniczego (ang. Frederick Municipal Airport), pierwszy samolot wylądował na nim 17 kwietnia 1946. Lotnisko oddano do użytku oficjalnie 27 kwietnia 1949 roku.

## Miasta partnerskie
- Schifferstadt, Niemcy
- Mörzheim, Niemcy

## Znani ludzie
- Shawn Hatosy – amerykański aktor filmowy, telewizyjny i teatralny
- Theophilus Thompson – niewolnik, pierwszy znany afroamerykański ekspert szachowy